# Windows CE 2.0
Випущено 29 вересня 1997.[35] Під кодовою назвою «Birch».[34]Пристрої під назвою «Palm-size PC» (PsPC)[31]Архітектури детермінованого планування завдань у режимі реального часу: ARM, MIPS, PowerPC, StrongARM, SuperH і кольорові екрани x8632-bit SSL 2.0 і SSL 3.0 Версія 2.11 (Palm-Size PC 1.1) – змінена роздільна здатність екрана на QVGA, додано розпізнавання рукописного тексту. Версія 2.11 (Palm-Size PC 1.2) – на основі ядра Windows CE H/PC 2.11, видалено Pocket Office. Версія HandeldPC 2.11 (HandheldPC Professional) – додано маленькі версії Microsoft Access, покращено підтримку форматів документів Microsoft Office. Станом на 30 вересня 2002 року не підтримується для Windows CE 2.11. Основна підтримка закінчилася 30 вересня 2003 року, а розширена підтримка закінчилася 30 вересня 2005 року для Windows CE 2.12